# Brasilianska issportförbundet
Brasilianska issportförbundet (portugisiska: Confederação Brasileira de Desportos no Gelo, CBDG) håller till i Rio de Janeiro och bildades 1996 och är sedan 1999 medlem av Brasiliens olympiska kommitté. Förbundet har de flesta issporterna för de olympiska vinterspelen på sitt program (bobsleigh, skeleton, rodel, konståkning, hastighetsåkning på skridskor, short track, curling, och ishockey. 
Brasilien inträdde den 26 juni 1984 i IIHF.

### Fotnoter
1. ↑  ”Brazil”. International Ice Hockey Federation. http://www.iihf.com/iihf-home/countries/brazil.html. Läst 9 april 2012.